# Tucson Bicycle Classic
La Tucson Bicycle Classic est une course cycliste américaine disputée autour de la ville de Tucson, en Arizona. Elle se déroule sur plusieurs étapes.
Les éditions 2020 et 2021 sont annulées en raison du contexte sanitaire lié à la pandémie de Covid-19.

## Palmarès

### Élites Hommes
| Année     | Vainqueur             | Deuxième                    | Troisième            |
| --------- | --------------------- | --------------------------- | -------------------- |
| 1989      | Mark Southard         | Bart Bowen                  | Rod Bush             |
| 1990      | Kent Bostick (en)     | Bob Roll                    | Tom Tease            |
| 1991      | Richard McClung       | Douglas Loveday             | Steve Wood           |
| 1992-1993 | ?                     | ?                           | ?                    |
| 1994      | Malcolm Elliott       | Bobby Julich                | Scott Price (en)     |
| 1995      | Mariano Friedick      | Kent Bostick (en)           | Zach Conrad (en)     |
| 1996      | Adam Laurent (de)     | Brian Smith                 | Erin Korff           |
| 1997      | ?                     | ?                           | ?                    |
| 1998      | Dylan Casey           | Shawn Cronkite              | Keith Casserly       |
| 1999      | Gordon Fraser         | Michael Sayers              | Christian Valenzuela |
| 2000      | Scott Price (en)      | Douglas Loveday             | Phil Zajicek         |
| 2001      | Scott Price (en)      | Scott Blanchard             | Andrew Wilson        |
| 2002      | Gordon Fraser         | Mariano Friedick            | Adham Sbeih          |
| 2003      | Cory Steinbrecher     | Brent Dawson                | Ryan Blickem         |
| 2004      | Mike Jones            | Nathan Mitchell             | Ryan Blickem         |
| 2005-2006 | ?                     | ?                           | ?                    |
| 2007      | David Salomon         | Brian Forbes                | Hernán Darío Muñoz   |
| 2008      | David Salomon         | Joshua Liberles             | Andrew Miller        |
| 2009      | Michael Grabinger     | Mike Mathis                 | Scott Stewart        |
| 2010      | Phil Zajicek          | Jonathan Chodroff           | Eric Marcotte        |
| 2011      | Phil Zajicek          | Eric Marcotte               | Alister Ratcliff     |
| 2012      | Francisco Mancebo     | Héctor Rangel               | Ian Burnett          |
| 2013      | Héctor Rangel         | Travis McCabe               | Eric Young           |
| 2014      | Gregory Brenes        | Ben Jacques-Maynes          | Charles Cassin       |
| 2015      | Juan Pablo Magallanes | Matteo Dal-Cin              | Rob Squire           |
| 2016      | Lachlan Morton        | Jordan Cheyne               | Taylor Shelden       |
| 2017      | Travis McCabe         | Nigel Ellsay                | James Piccoli        |
| 2018      | Nickolas Zukowsky     | Anton Varabei               | Marc-Antoine Nadon   |
| 2019      | Serghei Tvetcov       | Nickolas Zukowsky           | Adam Roberge         |
| 2020-2021 | annulé                | annulé                      | annulé               |
| 2022      | Tyler Stites          | Zach Gregg                  | Alexander White      |
| 2023      | Tyler Stites          | Reinardt Janse van Rensburg | Richard Arnopol      |
| 2024      | Brendan Rhim          | Kellen Caldwell             | Patrick Welch        |
| 2025      | Patrick Welch         | Carson Mattern              | Elouan Gardon        |

### Élites Femmes
| Année     | Vainqueur          | Deuxième            | Troisième          |
| --------- | ------------------ | ------------------- | ------------------ |
| 1994      | Rebecca Twigg      | Molly Renner        | Pamela Schuster    |
| 1995-1999 | ?                  | ?                   | ?                  |
| 2000      | Katrina Berger     | Sophie St-Jacques   | Ann Schelert       |
| 2001      | Geneviève Jeanson  | Gabriela Ferrat     | Amy Vinik          |
| 2002      | Geneviève Jeanson  | Jeannie Longo       | Elizabeth Emery    |
| 2003-2008 | ?                  | ?                   | ?                  |
| 2009      | Janel Holcomb      | Melissa Mcwhirter   | Rebecca Much       |
| 2010      | Rebecca Much       | Susannah Gordon     | Tayler Wiles       |
| 2011      | Cara Bussell       | Alisha Welsh        | Marilyn Mcdonald   |
| 2012      | Alisha Welsh       | Kathryn Bertine     | Sabrina Forbes     |
| 2013      | Leah Kirchmann     | Julie Cutts         | Jessica Prinner    |
| 2014      | Janel Holcomb      | Denise Ramsden      | Lauren Hall        |
| 2015      | Anna Sanders       | Erica Allar         | Jannalyn Luttrell  |
| 2016      | Scotti Lechuga     | Anna Sanders        | Kimberly Lucie     |
| 2017      | Kirsti Lay         | Sara Bergen         | Marie-Soleil Blais |
| 2018      | Jennifer Luebke    | Brenda Santoyo      | Marie-Soleil Blais |
| 2019      | Marie-Soleil Blais | Erin Huck           | Harriet Owen       |
| 2020-2021 | annulé             | annulé              | annulé             |
| 2022      | Ariane Bonhomme    | Maggie Coles-Lyster | Rylee McMullen     |
| 2023      | Kira Payer         | Florence Howden     | Mallory MacRostie  |
| 2024      | Sofía Arreola      | Cécile Lejeune      | Julie Lacourcière  |
| 2025      | Anna Hicks         | Sofía Arreola       | Emily Ehrlich      |